# Land der Berge, Land am Strome
Land der Berge, Land am Strome (tạm dịch: Đất trên núi, đất trên sông) là quốc ca của nước Áo. Tác giả của bài này là Wolfgang Amadeus Mozart.

## Lời
| Lời tiếng Đức 1. Land der Berge, Land am Strome, Land der Äcker, Land der Dome, Land der Hämmer, zukunftsreich! Heimat bist du großer Söhne, Volk begnadet für das Schöne, Vielgerühmtes Österreich, Vielgerühmtes Österreich! 2. Heiß umfehdet, wild umstritten, Liegst dem Erdteil du inmitten Einem starken Herzen gleich. Hast seit frühen Ahnentagen Hoher Sendung Last getragen, Vielgeprüftes Österreich, Vielgeprüftes Österreich. 3. Mutig in die neuen Zeiten, Frei und gläubig sieh uns schreiten, Arbeitsfroh und hoffnungsreich. Einig lass in Brüderchören, Vaterland, dir Treue schwören. Vielgeliebtes Österreich, Vielgeliebtes Österreich. | Lời dịch tiếng Việt 1. Đất của núi cao, đất bên những dòng sông, Đất nước của ruộng đồng, đất nước của nhà thờ Đất nước của các cái búa, đầy tương lai! Quê hương của những người con vĩ đại, Một đất nước may mắn với nhiều cảnh đẹp, nước Áo đầy tôn vinh nước Áo đầy tôn vinh. 2. Chiến đấu sôi lửa, đấu tranh mãnh liệt, Nằm ở giữa châu lục Như một trái tim mạnh mẽ. Từ thời Tổ tiên Đã mang nhiều gánh nặng, Nước Áo đầy thử thách Nước Áo đầy thử thách. 3. Dũng cảm bước vào thời đại mới, Hãy nhìn chúng tôi tiến bước tự do và tin đức, Siêng năng và đầy niềm tin. Hãy cất tiếng hát anh em đoàn kết, Thề với Tổ quốc lòng thành Nước Áo đầy yêu thương Nước Áo đầy yêu thương. |